# Estadio Seru Fortuna
El Seru Fortuna Stadion es un estadio de fútbol ubicado en el municipio de Seru Fortuna en la ciudad de Willemstad, Curazao. Su equipo local es el SV Hubentut Fortuna, el estadio cuenta con una capacidad de 1.500 espectadores y su superficie es de césped artificial.